# Comté de Dalhem
Pour les articles homonymes, voir Dalhem.

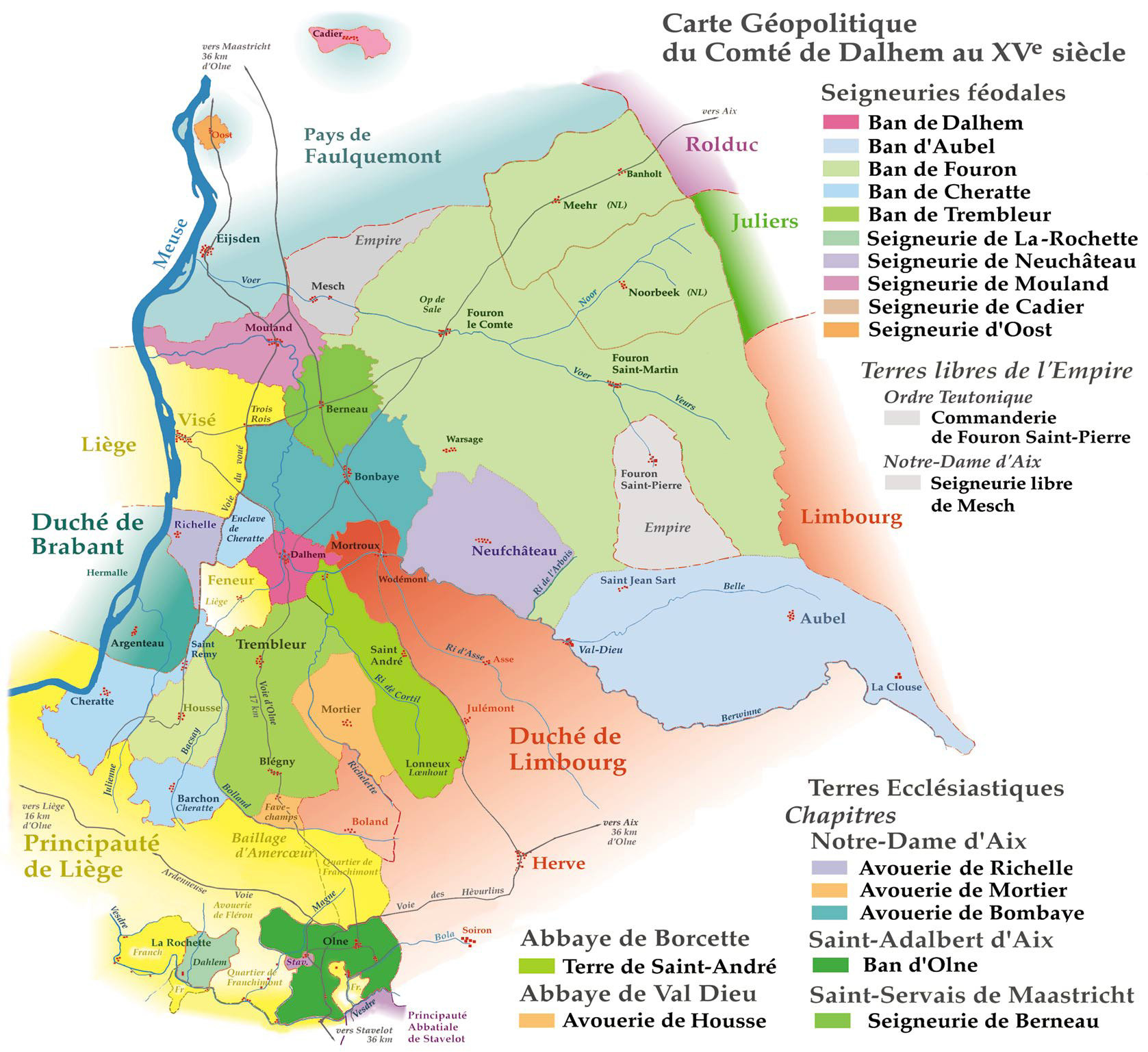
Carte du comté de Dalhem au XVe siècle.

Le comté de Dalhem est un petit État sous l'Ancien Régime, situé entre Liège et Maastricht, dans la région du pays de Herve. Scindé en 1661, il a définitivement disparu en 1785.

## Histoire
Le premier siège du comté se trouvait à Fouron-le-Comte, mais c'est finalement la petite place forte construite sur un éperon rocheux au confluent entre la Berwinne et le Bolland en 1080 qui donna son nom à l'État.
Jusque 1085 le château appartenait au comte palatin Herman II de Lotharingie, de la famille des Ezzonides.
Vers 1150, la place forte et le comté semblent passer aux comtes de Hochstade. Leur titre semble être donné à la terre du comté. L'Abbaye du Val-Dieu est inaugurée en 1216.
Le duc Henri II de Brabant obtient la petite principauté en 1239, après un siège de sept semaines. Lui-même et ses descendants portent également dès 1244 le titre de comte de Dalhem, faisant dès lors partie des Pays d'Outremeuse.
Sous les ducs de Brabant, la petite principauté forme avec les autres états dépendants du Brabant dans la région, c'est-à-dire le duché de Limbourg, le comté de Fauquemont (Fauquemont, en néerlandais Valkenburg, aux  Pays-Bas ) et la Seigneurie de Rode-le-Duc (Rode-le-Duc, en allemand Herzogenrath, en Allemagne), une délégation commune aux États généraux des Pays-Bas. Cet ensemble politique au sein du Duché du Brabant est généralement connu sous le nom de Pays d'Outremeuse (car pays de l'autre côté du fleuve par rapport au Brabant).
Après la guerre de Quatre-Vingts Ans, en 1661, le comté de Dalhem est scindé en deux parties : un État de Dalhem est institué en tant que partie des Provinces-Unies, comprenant Dalhem lui-même, Olne, Trembleur, Feneur, Bombaye, Cadier et Oost.  Par le traité de Fontainebleau en 1785, l'État ne conserve que Cadier et Oost, et est dès lors dénommé avec Rode-le-Duc ou Hertogenrade, Pays unis de Daelhem et Rode-le-Duc ou Pays unis de Daelhem et Hertogenrade.  L'autre partie reste sous contrôle espagnol, puis autrichien.

## Organisation administrative
Le comté de Dalhem est une agglomération de bans, de seigneuries laïques, de terres ecclésiastiques et d'enclaves indépendantes. Le Comté de Dalhem, situé entre la Meuse et le duché de Limbourg, comprenait les éléments suivants : 

### Les huit bans
Territoires sur lesquels le comte de Dalhem (puis ses successeurs, c'est-à-dire les ducs de Brabant) détiennent l'ensemble des prérogatives seigneuriales : droits fonciers (propriété de terres, moulins, fermes, etc., et  donc perception du cens, du produit de la vente des terres, des droits de main morte), droits banaux (nomination des cours de justice, droit aux corvées, etc.). Dans les bans, le comte de Dalhem, puis le drossard (à partir du XIIIe siècle, c'est-à-dire depuis l'intégration du comté dans le duché de Brabant, le drossard représentait le duc de Brabant à Dalhem) exerce la totalité des droits souverains.  Huit bans existaient dans le comté : Cheratte, Trembleur, Fourons, Aubel, Olne, Dalhem, et deux petits bans : le ban de Cadier et le ban d'Oost qui sont maintenant aux Pays-Bas. Le ban de Dalhem disposait de privilèges (exemption d'impôt, cour criminelle particulière aux habitants). .
- Ban d'Aubel (et les villages de Saint-Jean-Sart et La Clouse)
- Ban de Cheratte (et les villages de Barchon et Saint-Remy)
- Ban de Dalhem
- Ban de Fouron (les villages de Fouron-le-Comte, Fouron-Saint-Martin, Noorbeek (NL) et Mheer (NL))
- Ban de Trembleur (Blegny)
- Ban d'Olne (seigneurie ecclésiastique appartenant au chapitre Saint-Adalbert d'Aix-la-Chapelle, dont les droits banaux ont été cédés au duc de Brabant en tant que comte de Dalhem vers 1239)
- Ban de Cadier (NL)
- Ban d'Oost (NL)

### Les seigneuries laïques
Territoires appartenant à un seigneur laïc et dont le comte de Dalhem, puis ses successeurs, ne sont que les suzerains. Le seigneur laïc y possède la plupart des droits fonciers et banaux, tandis que le comte de Dalhem y bénéficie principalement du service militaire des habitants, de la haute justice et du droit de relief (somme d'argent versée lors du décès du seigneur laïc). Les seigneuries laïques étaient au nombre de deux : Neufchâteau et Mouland.  Ces terres sont des fiefs du comte de Dalhem.  Celui-ci n'en est que le suzerain, les terres étant réellement aux mains d'un seigneur local. Seule la haute-justice (jugement des meurtres, des vols qualifiés, des cas de sorcellerie, des viols) appartient au comte de Dalhem. La cour criminelle du comté siégeait au château de Dalhem mais était rendue par les échevins de la haute cour de Fourons.
- Seigneurie de Neufchâteau
- Seigneurie de Mouland
- Seigneurie de La-Rochette

### Les cinq terres ecclésiastiques
Territoires appartenant à un seigneur ecclésiastique et dont le comte de Dalhem est généralement devenu le haut avoué, c'est-à-dire du détenteur du droit de défense et de haute justice. Les terres ecclésiastiques étaient au nombre de cinq : Richelle, Mortier, Berneau, Bombaye (terre semi-ecclésiastique) et Housse. Sur ces territoires le comte de Dalhem (puis le drossard) était haut-voué. Dans une seigneurie ecclésiastique en effet, la défense armée du territoire ne peut être exercée par le seigneur. Celui-ci étant une institution religieuse, il lui est interdit de lever les armes. La défense du territoire est donc confiée à un haut-voué, représenté lui-même dans chaque seigneurie par un voué.
- Chapitre Notre-Dame d'Aix-la-Chapelle :
  - Seigneurie ecclésiastique de Richelle
  - Seigneurie ecclésiastique de Mortier
  - Seigneurie semi-ecclésiastique de Bombaye
- Chapitre Saint-Adalbert d'Aix-la-Chapelle
  - Seigneurie ecclésiastique d'Olne (avant 1239)
- Chapitre Saint-Servais de Maastricht
  - Seigneurie ecclésiastique de Berneau
- Abbaye de Borcette
  - La Terre de Saint-André
- Chapitre de Saint-Pierre de Liège
  - Seigneurie ecclésiastique de Cerexhe
- Abbaye de Val-Dieu
  - Seigneurie de Housse (discuté et intégrée au ban de Cheratte)
  - Seigneurie de Gorhez

### Les deux enclaves étrangères
Deux enclaves étrangères existaient au sein du comté : Feneur, appartenant au chapitre de la cathédrale Saint-Lambert de Liège et Fouron-Saint-Pierre, terre d'Empire. Sur ces terres, le comte (puis drossard) n'a aucun pouvoir. Leur situation d'enclave a pourtant poussé le drossard à y revendiquer des droits, qu'ils[Qui ?] obtiendront en partie à Feneur. La Seigneurie de La-Rochette a toujours été contestée sur une partie de son territoire.
Terres libres d'Empire
- Ordre Teutonique
  - La commanderie de Fouron-Saint-Pierre

Seigneuries ecclésiastiques
- Chapitre Notre-Dame d'Aix-la-Chapelle
  - Seigneurie libre de Mesch
- Chapitre de la cathédrale Saint-Lambert de Liège
  - Seigneurie de Feneur

Le Duché de Brabant
- La Seigneurie d'Argenteau

La Principauté abbatiale de Stavelot-Malmedy
- Le fief de Saint-Hadelin
- La seigneurie de la Haute-Fraipont
- La seigneurie de La Basse-Fraipont

Le bailliage d'Amercœur
- L'avouerie de Fléron

Le marquisat de Franchimont
- La seigneurie de Xhendelesse

## Patrimoine
D'intéressants éléments architecturaux subsistent. Ils témoignent de l'importance politique et militaire du comté de Dalhem au Moyen Âge. Malgré des destructions et des interventions contemporaines regrettables, l'ensemble reste imposant et assez représentatif. Il est composé des anciennes murailles du château, du donjon, de certaines bases des tours de la muraille d'enceinte de la ville, des ruines de la porte d'En-haut, de la poterne du château (le Wichet de la Rose).

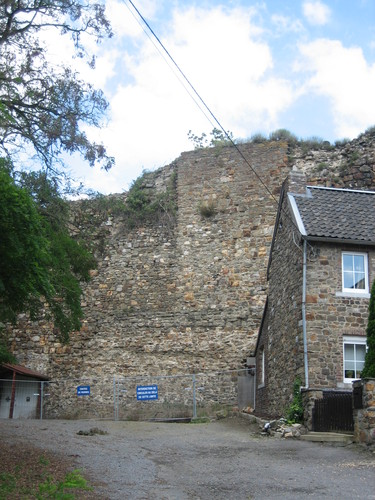
Ruines du château fort de Dalhem et de l'ancien donjon
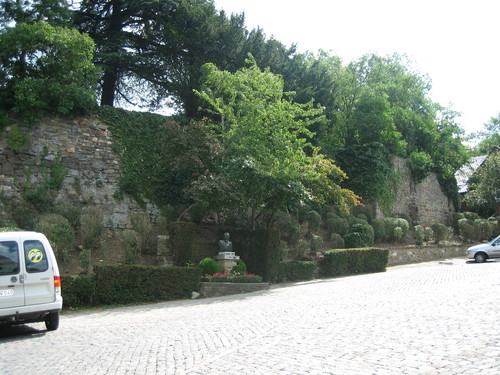
Mur d'enceinte du château-fort de Dalhem
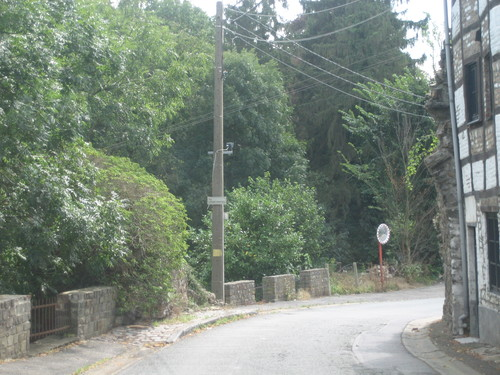
Ruines de la porte d'En-Haut de la vieille ville de Dalhem